# L'Ombre du mensonge
L'Ombre du mensonge (Amor à Vida) est une telenovela brésilienne produite et diffusée entre le 20 mai 2013 et le 31 janvier 2014 sur TV Globo.
En France d'outre-mer, le feuilleton a été remonté en 160 épisodes de 45 minutes et diffusée entre le 25 avril 2016 et le 26 juillet 2016 sur le réseau Outre-mer La Première.
En France, elle est diffusée sur Nina TV en 2018 et rediffusée en 2023 sur la même chaîne.
La série est mis en ligne entre le 30 novembre 2018 et le 29 novembre 2019 sur la plateforme de streaming M6+.
En 2023, la série est disponible sur la chaîne YouTube Novelas Avenue.
Elle succède à la novela Captive. À ce titre, elle est chronologiquement la 5e novela das nove du réseau Globo, soit la 5e série à occuper le créneau horaire de première partie de soirée à 21 heures, qui rassemble la plus grosse audience de la journée.

## Synopsis
L'ombre du mensonge est une histoire d'amour et d'ambition centrée sur Paloma (Paolla Oliveira) , une jeune femme qui est à la fois tendre et rebelle et qui vit en conflit avec sa mère Pilar (Susana Vieira), mais maintient une bonne relation avec son père César (Antônio Fagundes), un médecin qui possède un hôpital.
Secrètement adoptée, elle apprend la vérité de son frère complice Félix (Mateus Solano), qui envisage de devenir l'unique héritier de la fortune de la famille. La révélation vient au cours d'un voyage dans les villes historiques étonnantes du Pérou, où Paloma tombe amoureuse de Ninho l'aventureux (Juliano Cazarré).
Choquée par les nouvelles de son adoption, elle s'enfuit avec son nouveau compagnon, laissant derrière lui sa famille et un avenir prometteur dans l'école de médecine qu'elle avait récemment commencée. La vie sur la route pour Paloma se termine, cependant, quand elle tombe enceinte et décide de retourner au Brésil. Sans argent pour les billets d'avion, Ninho n'a pas le choix que d'accepter l'aide de son amie infâme Alejandra (Maria Maya) et, au grand désespoir de Paloma, il est arrêté à l'aéroport en Bolivie pour trafic de drogue. En arrivant au Brésil, Paloma, qui est à la fois enceinte et sans ressources, demande à son frère Félix de l'aide. S'en tenant à son plan de devenir l'unique héritier, Felix la convainc de garder les nouvelles de leurs parents. Cependant, la vérité est découverte et mène à une autre rupture avec la famille de Paloma.
Dans le même temps, Félix parvient à ce que Ninho sorte de prison et l'emmène à São Paulo afin qu'il puisse chercher Paloma dans l'espoir que l'homme aventureux sera de nouveau parti avec sa sœur . Cependant, le couple se dispute et Paloma s'énerve. Elle va dans le travail et finit par donner naissance dans une salle de bains dans un bar . Après avoir trouvé sa sœur inconsciente, Félix prend sa nièce nouveau-né et l'abandonne dans une benne où elle est trouvée par Bruno (Malvino Salvador), un dur travailleur, homme respectable qui, par un coup du sort, venait de perdre sa femme et son fils lors de l'accouchement. Bruno voit sa découverte comme un signe divin pour un nouveau départ et, en même temps, comme un commandement de devenir le père de l'enfant . Ces événements tragiques font repenser à Paloma sa relation avec Ninho et donne un nouveau sens à sa vie.
À la suite de la disparition de sa fille, elle se réconcilie avec sa famille et décide de retourner à l'école pour devenir pédiatre et en tant que tel, contribuer à la société . Bruno appelle à l'aide le Docteur Glauce (Leona Cavalli) et Ordalie (Eliane Giardini) afin de garder le bébé sans avoir à passer par des procédures d'adoption. Sa seule erreur est de demander à Glauce de modifier le certificat de décès de sa femme afin d'élever l'enfant, qu'il nomma Paulinha, comme le sien. À l'hôpital, Bruno rencontre Paloma, qui se sent une affinité immédiate pour le nouveau-né. Deux ans plus tard ils se réunissent et commencent une relation sereine et mature.
Quand ils sont sur le point de se marier, le retour de Ninho et la maladie inattendue de Paulinha (Klara Castanho) mettent une torsion dans l'histoire du couple. Paulinha est diagnostiqué avec le lupus et Paloma, après avoir découvert que Bruno n'est pas le père biologique, décide de donner une partie de son foie pour sauver la jeune fille. Après avoir subi les examens nécessaires, elle apprend la compatibilité pour le don d'organes, ce qui conduit à une autre découverte encore plus surprenante : elle est la mère biologique de l'enfant. La révélation teste sa relation avec Bruno, car, comme elle suspecte qu'il a peut-être été celui qui a eu son bébé, Paloma décide de se battre pour la garde de sa fille, même si l'adversaire est l'homme avec qui elle avait choisi de vivre.
Avec une histoire qui alterne entre romance et litige, la telenovela dépeint les conséquences imprévisibles de vie basé sur un réseau dangereux et surprenant de mensonges.

## Distribution
| Acteur                | Personnage                                                               |
| --------------------- | ------------------------------------------------------------------------ |
| Paola Oliveira        | Paloma Rodriguez Khoury Araújo                                           |
| Malvino Salvador      | Bruno dos Santos Araújo                                                  |
| Mateus Solano         | Félix Rodriguez Khoury,                                                  |
| Vanessa Giácomo       | Aline Noronha Khoury,                                                    |
| Susana Vieira         | Pilar Rodriguez Khoury                                                   |
| Antônio Fagundes      | César Khoury                                                             |
| Juliano Cazarré       | Joachim Roveri (Ninho)                                                   |
| Elizabeth Savalla     | Márcia do Espírito Santo (Tetê Para-Choque e Para-Lama)                  |
| Thiago Fragoso        | Niko Corona                                                              |
| Eliane Giardini       | Ordália Aparecida dos Santos Araújo                                      |
| José Wilker           | Herbert Marques                                                          |
| Luís Mello            | Atílio Pimenta Camargo / Alfredo Gentil                                  |
| Ary Fontoura          | Dr Lutero Moura Cardoso                                                  |
| Marcello Antony       | Eron Mesquita                                                            |
| Marina Ruy Barbosa    | Nicole Veiga de Assis                                                    |
| Tatá Werneck          | Valdirene do Espírito Santo (Delícia)                                    |
| Klara Castanho        | Paula Sousa Araújo (Paulinha)                                            |
| Rosamaria Murtinho    | Tamara Gouveia Sobral                                                    |
| Bárbara Paz           | Edith Sobral Khoury                                                      |
| Anderson Di Rizzi     | Carlos José dos Santos Araújo (Carlito/Palhaço/Despacho de Encruzilhada) |
| Caio Castro           | Michel Gusmão                                                            |
| Ricardo Tozzi         | Thales Brito                                                             |
| Danielle Winits       | Amarylis                                                                 |
| Leona Cavalli         | Glauce de Sá Benites                                                     |
| Fabiana Karla         | Perséfone Fortino (P)                                                    |
| Sophia Abrahão        | Natasha Veiga de Assis Brito                                             |
| Nathalia Timberg      | Bernarda Rodriguez                                                       |
| Fúlvio Stefanini      | Denizard Trajano Araújo                                                  |
| Bel Kutner            | Joana Rangel                                                             |
| Júlio Rocha           | Jacques Sampaio                                                          |
| Thalles Cabral        | Jonathan Sobral Khoury                                                   |
| Christiane Tricerri   | Vega Azevedo Pimenta Camargo                                             |
| Françoise Forton      | Gisela Borba de Andrada Lemos (Gigi)                                     |
| Kiko Pissolato        | Maciel Pereira                                                           |
| Carolina Kasting      | Regina Maria dos Santos Batista (Gina)                                   |
| Lucas Romano          | Luciano dos Santos Araújo                                                |
| Maria Maya            | Alejandra Reys Moreno                                                    |
| Álamo Facó            | Renan                                                                    |
| Rodrigo Andrade       | Daniel Melo Rodriguez                                                    |
| Vera Zimmerman        | Simone Maia                                                              |
| Ângela Rebello        | Lidia                                                                    |
| Neusa Maria Faro      | Maria Cecília Esteves (Ciça)                                             |
| Maria Casadevall      | Patrícia Mileto                                                          |
| Fernanda Machado      | Leila Melo Rodriguez                                                     |
| Genézio de Barros     | Amadeu Campos Rodriguez                                                  |
| Bruna Linzmeyer       | Linda Melo Rodriguez                                                     |
| Emílio Orciollo Netto | Murilo de Andrada Lemos Corrêa                                           |
| Cristina Mutarelli    | Priscila Khoury                                                          |
| Thavyne Ferrari       | Sandra Alves Corrêa (Sandrinha)                                          |
| Carol Castro          | Sílvia Brandão                                                           |
| Rainer Cadete         | Rafael                                                                   |
| Sandra Corveloni      | Neide Melo Rodriguez                                                     |
| Pierre Baitelli       | Laerte Torres                                                            |
| Mouhamed Harfouch     | Pérsio Khoury                                                            |
| Paula Braun           | Rebecca Esther                                                           |
| Celso Bernini         | Jefferson Mattos                                                         |
| Marcelo Schmidt       | Valentin Reys Moreno                                                     |
| Daniel Rocha          | Rogério                                                                  |
| Vera Mancini          | Maristela                                                                |
| Renata Castro Barbosa | Marilda Fernandes                                                        |
| Nathália Rodrigues    | Elenice Marinelli                                                        |
| Marcelo Argenta       | Vanderlei Brandão                                                        |
| Felipe Titto          | Wagner Carvalho                                                          |
| Carol Rainato         | Raquel                                                                   |
| Ângela Dip            | Vívian                                                                   |
| Camila Chiba          | Noriko Akiyoshi                                                          |
| Raquel Villar         | Inaiá Seixas                                                             |
| Josie Antello         | Adriana                                                                  |
| André Garolli         | Vinicius Frazão                                                          |
| Gabriel Chadan        | Adoniran                                                                 |
| Ana Carbatti          | Judith                                                                   |
| Míriam Lins           | Verônica                                                                 |
| Marcelo Flores        | Rinaldo                                                                  |
| Adriano Toloza        | Ivan Coelho                                                              |
| Vera Ferreira         | Sirlange                                                                 |
| Renata Tobelem        | Dirce                                                                    |
| Camila Czerkes        | Valéria Ferraz                                                           |
| Gabriela Duarte       | Luana de Sousa Araújo                                                    |
| Márcio Garcia         | Gustavo Donato (Guto)                                                    |